# 톨너주

톨너 주의 위치

톨너주(헝가리어: Tolna megye)는 헝가리 남부에 위치한 주로 주도는 섹사르드이며 면적은 3,703km2, 인구는 238,400명, 인구 밀도는 64명/km2이다. 1개 도시주(섹사르드)와 6개 구(보니하드구, 돔보바르구, 퍽시구, 섹사르드구, 터마시구, 톨너구), 10개 시, 98개 마을을 관할한다.
다뉴브강 서안에 위치하며 북쪽으로는 페예르 주, 동쪽으로는 바치키슈쿤 주, 남쪽으로는 버러녀 주, 서쪽으로는 쇼모지 주와 접한다.

주기
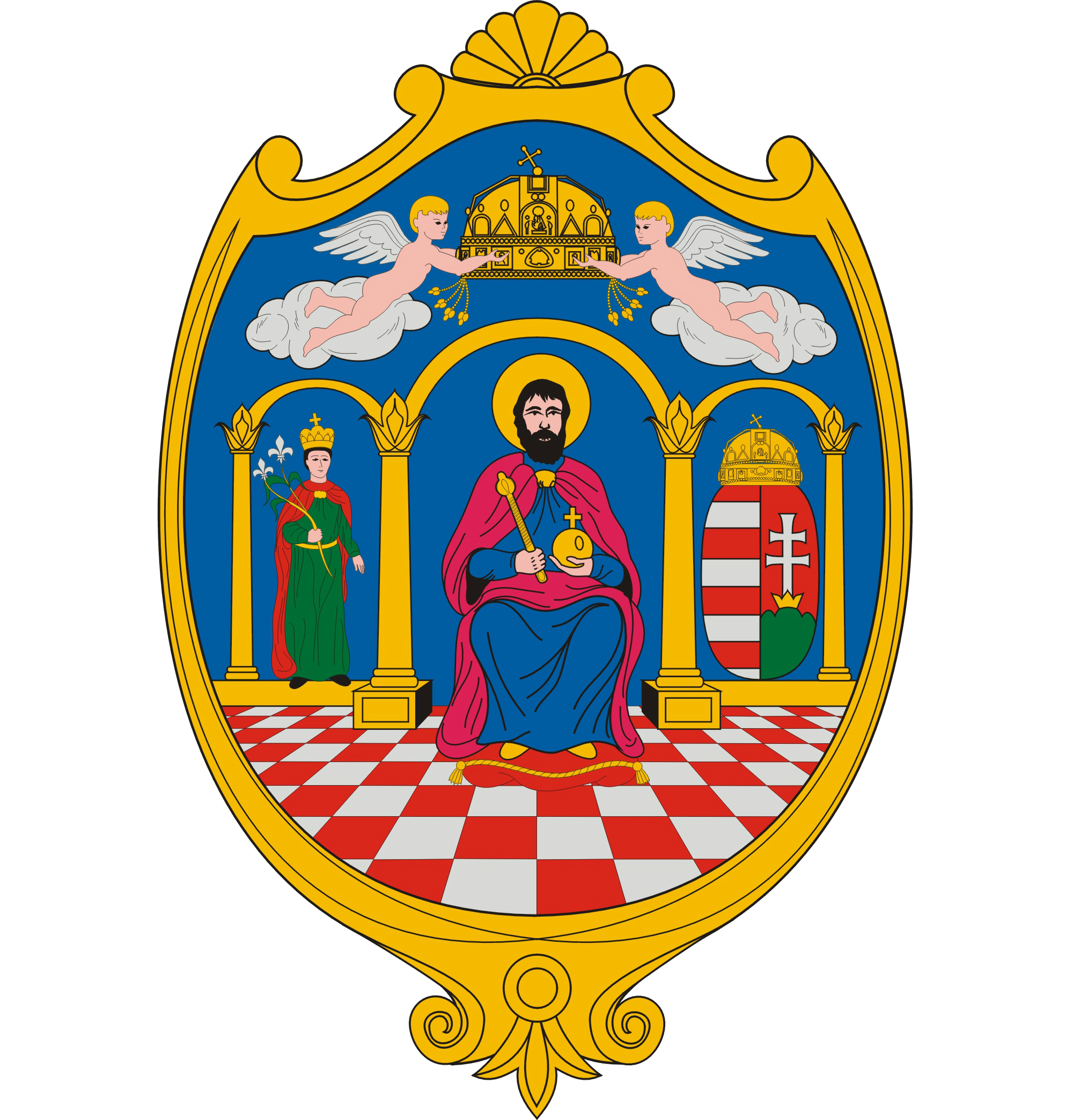
주 문장